# À travers les Flandres 2023
À travers les Flandres 2023 (en néerlandais : Dwars door Vlaanderen) est la 77e édition de cette course cycliste masculine sur route. Elle a lieu le 29 mars 2023 et fait partie du calendrier UCI World Tour 2023, la principale compétition du cyclisme sur route professionnel masculin, en catégorie 1.UWT.

## Présentation

### Parcours
Le départ est donné à Roulers. Dans la seconde partie de l’épreuve les monts parfois pavés s’enchaînent jusqu’à l’arrivée à Waregem après 183,7 kilomètres. Parmi ces monts, on peut notamment citer le Kanarieberg, le Knokteberg, le Hotond, Ladeuze, Holstraat et le Nokereberg dont le sommet se situe à environ 8 kilomètres de l’arrivée. Huit secteurs pavés sont répertoriés. Le dernier secteur est la Herlegemstraat, d'une longueur de 1 000 m, située à 5 kilomètres de l'arrivée.

### Équipes
| WorldTeams (18)- AG2R Citroën Team - Alpecin-Deceuninck - Astana Qazaqstan Team - Bahrain Victorious - Bora-Hansgrohe - Cofidis - EF Education-EasyPost - Groupama-FDJ - Ineos Grenadiers - Intermarché-Circus-Wanty - Jumbo-Visma - Movistar Team - Soudal Quick-Step - Arkéa-Samsic - Team DSM - Team Jayco AlUla - Trek-Segafredo - UAE Team Emirates ProTeams (7)- Bingoal WB - Israel-Premier Tech - Lotto Dstny - Q36.5 Pro Cycling Team - Team Flanders-Baloise - TotalEnergies - Uno-X Pro Cycling Team |
| |

### Favoris
En l'absence des trois meilleurs de l'E3 Saxo Bank Classic disputée cinq jours auparavant et futurs favoris du Tour des Flandres le dimanche suivant : Wout van Aert, Mathieu van der Poel et Tadej Pogačar, qui font l'impasse sur cette course, les principaux favoris sont Dylan van Baarle, vainqueur en 2021, et Tom Pidcock. Les autres favoris ou outsiders sont Christophe Laporte, Jasper Philipsen, Julian Alaphilippe, Tim Merlier, Tiesj Benoot, Filippo Ganna, Jasper Stuyven, Mads Pedersen, Arnaud De Lie, Anthony Turgis, Valentin Madouas, Tim Wellens, Stefan Küng, Matteo Trentin, Sep Vanmarcke, Frederik Frison et Alberto Bettiol.

## Déroulement de la course
Six hommes composent l'échappée du jour : Alexander Kristoff (Uno-X), Ward Vanhoof (Flanders La Baloise), Leon Heinschke (Team DSM), Oier Lazkano (Movistar), Nickolas Zukowsky (Q36.5) et Yevgeniy Gidich (Astana). Ce groupe compte une avance maximale de 4 minutes. Les deux derniers fuyards (Kristoff et Lazkano) sont repris à 6 kilomètres de l'arrivée par un groupe de contre-attaque de huit hommes comptant principalement les tandems Jumbo-Visma (Tiesj Benoot et Christophe Laporte), Groupama FDJ (Valentin Madouas et Stefan Küng) et EF Education (Neilson Powless et Mikkel Honoré). Neilson Powless tente alors de s'isoler en tête mais il est bientôt repris. Sous la banderole des quatre kilomètres, c'est au tour de Christophe Laporte d'attaquer. Le Français augmente régulièrement son avance alors qu'un regroupement s'opère derrière lui et s'impose en solitaire à Waregem trois jours après avoir levé les bras à Wevelgem. Laporte devient le second Français à remporter l'épreuve après Sylvain Chavanel en 2008. Il s'agit aussi du premier doublé Gand-Wevelgem / À travers les Flandres depuis 1968.

## Classements

### Classement final
| \| Classement général \| Classement général \| Classement général \| Classement général \| Classement général \| \| Coureur \| Coureur \| Pays \| Équipe \| Temps \| \| ------------------ \| ------------------ \| ------------------ \| --------------------- \| ------------------ \| \| 1er \| Christophe Laporte \| France \| Jumbo-Visma \| 4 h 06 min 20 s \| \| 2e \| Oier Lazkano \| Espagne \| Movistar Team \| + 15 s \| \| 3e \| Neilson Powless \| États-Unis \| EF Education-EasyPost \| + 15 s \| \| 4e \| Jasper Philipsen \| Belgique \| Alpecin-Deceuninck \| + 15 s \| \| 5e \| Mads Pedersen \| Danemark \| Trek-Segafredo \| + 15 s \| \| 6e \| Arnaud De Lie \| Belgique \| Lotto Dstny \| + 15 s \| \| 7e \| Davide Ballerini \| Italie \| Soudal Quick-Step \| + 15 s \| \| 8e \| Andrea Pasqualon \| Italie \| Bahrain Victorious \| + 15 s \| \| 9e \| Guillaume Boivin \| Canada \| Israel-Premier Tech \| + 15 s \| \| 10e \| Nils Politt \| Allemagne \| Bora-Hansgrohe \| + 15 s \| |                    |            |                       |                 |
| |                    |            |                       |                 |
| Source : ProCyclingStats |                    |            |                       |                 |
| Classement général |                    |            |                       |                 |
| Coureur | Coureur            | Pays       | Équipe                | Temps           |
| 1er | Christophe Laporte | France     | Jumbo-Visma           | 4 h 06 min 20 s |
| 2e | Oier Lazkano       | Espagne    | Movistar Team         | + 15 s          |
| 3e | Neilson Powless    | États-Unis | EF Education-EasyPost | + 15 s          |
| 4e | Jasper Philipsen   | Belgique   | Alpecin-Deceuninck    | + 15 s          |
| 5e | Mads Pedersen      | Danemark   | Trek-Segafredo        | + 15 s          |
| 6e | Arnaud De Lie      | Belgique   | Lotto Dstny           | + 15 s          |
| 7e | Davide Ballerini   | Italie     | Soudal Quick-Step     | + 15 s          |
| 8e | Andrea Pasqualon   | Italie     | Bahrain Victorious    | + 15 s          |
| 9e | Guillaume Boivin   | Canada     | Israel-Premier Tech   | + 15 s          |
| 10e | Nils Politt        | Allemagne  | Bora-Hansgrohe        | + 15 s          |

### Classements UCI
La course attribue des points au classement mondial UCI 2023 selon le barème suivant :
| Position           | 1er | 2e  | 3e  | 4e  | 5e  | 6e  | 7e | 8e | 9e | 10e | 11e | 12e | 13e | 14e | 15e à 20e | 21e à 30e | 31e à 50e | 51e à 55e | 56e à 60e |
| Classement général | 300 | 250 | 215 | 175 | 120 | 115 | 95 | 75 | 60 | 50  | 40  | 35  | 30  | 25  | 20        | 12        | 5         | 2         | 1         |

## Liste des participants
| Légende | Légende                                                                    | Légende | Légende                                                    |
| ------- | -------------------------------------------------------------------------- | ------- | ---------------------------------------------------------- |
| Num     | Dossard de départ porté par le coureur sur cet À travers les Flandres      | Pos     | Position à l'arrivée de la course                          |
|         | Indique un maillot de champion national ou mondial, suivi de sa spécialité | NP      | Indique un coureur qui n'a pas pris le départ de la course |
| AB      | Indique un coureur qui n'a pas terminé la course                           | HD      | Indique un coureur qui a terminé la course hors des délais |
| DSQ     | Indique un coureur qui a été disqualifié de la course                      |         |                                                            |

| Alpecin-Deceuninck ADC | Alpecin-Deceuninck ADC      | Alpecin-Deceuninck ADC |
| ---------------------- | --------------------------- | ---------------------- |
| Num                    | Coureur                     | Pos                    |
| 1                      | Jasper Philipsen (BEL)      | 4e                     |
| 2                      | Quinten Hermans (BEL)       | 30e                    |
| 3                      | Dries De Bondt (BEL)        | 58e                    |
| 4                      | Edward Planckaert (BEL)     | 31e                    |
| 5                      | Robbe Ghys (BEL)            | 120e                   |
| 6                      | Ramon Sinkeldam (NED)       | 64e                    |
| 7                      | Fabio Van den Bossche (BEL) | 133e                   |

| AG2R Citroën Team ACT | AG2R Citroën Team ACT     | AG2R Citroën Team ACT |
| --------------------- | ------------------------- | --------------------- |
| Num                   | Coureur                   | Pos                   |
| 11                    | Greg Van Avermaet (BEL)   | 89e                   |
| 12                    | Pierre Gautherat (FRA)    | AB                    |
| 13                    | Lawrence Naesen (BEL)     | AB                    |
| 14                    | Oliver Naesen (BEL)       | 84e                   |
| 15                    | Damien Touzé (FRA)        | 90e                   |
| 16                    | Valentin Retailleau (FRA) | 136e                  |
| 17                    | Stan Dewulf (BEL)         | 13e                   |

| Astana Qazaqstan Team AST | Astana Qazaqstan Team AST     | Astana Qazaqstan Team AST |
| ------------------------- | ----------------------------- | ------------------------- |
| Num                       | Coureur                       | Pos                       |
| 21                        | Igor Chzhan (KAZ)             | AB                        |
| 22                        | Yevgeniy Gidich (KAZ) (route) | AB                        |
| 23                        | Yevgeniy Fedorov (KAZ)        | 100e                      |
| 24                        | Dmitriy Gruzdev (KAZ)         | 119e                      |
| 25                        | Nurbergen Nurlykhassym (KAZ)  | AB                        |
| 26                        | Martin Laas (EST)             | AB                        |
| 27                        | Gleb Syritsa                  | 99e                       |

| Bora-Hansgrohe BOH | Bora-Hansgrohe BOH        | Bora-Hansgrohe BOH |
| ------------------ | ------------------------- | ------------------ |
| Num                | Coureur                   | Pos                |
| 31                 | Nils Politt (GER) (route) | 10e                |
| 32                 | Shane Archbold (NZL)      | AB                 |
| 33                 | Patrick Gamper (AUT)      | 117e               |
| 34                 | Marco Haller (AUT)        | 44e                |
| 35                 | Jonas Koch (GER)          | 75e                |
| 36                 | Danny van Poppel (NED)    | 18e                |
| 37                 | Jordi Meeus (BEL)         | 37e                |

| Bahrain Victorious TBV | Bahrain Victorious TBV | Bahrain Victorious TBV |
| ---------------------- | ---------------------- | ---------------------- |
| Num                    | Coureur                | Pos                    |
| 41                     | Andrea Pasqualon (ITA) | 8e                     |
| 42                     | Matevž Govekar (SLO)   | AB                     |
| 43                     | Filip Maciejuk (POL)   | 70e                    |
| 44                     | Kamil Gradek (POL)     | AB                     |
| 45                     | Dušan Rajović (SRB)    | 55e                    |
| 46                     | Cameron Scott (AUS)    | 116e                   |
| 47                     | Fred Wright (GBR)      | 19e                    |

| UAE Team Emirates UAD | UAE Team Emirates UAD      | UAE Team Emirates UAD |
| --------------------- | -------------------------- | --------------------- |
| Num                   | Coureur                    | Pos                   |
| 51                    | Pascal Ackermann (GER)     | AB                    |
| 52                    | Sjoerd Bax (NED)           | 72e                   |
| 53                    | Mikkel Bjerg (DEN)         | 37e                   |
| 54                    | Ryan Gibbons (RSA)         | 107e                  |
| 55                    | Vegard Stake Laengen (NOR) | 79e                   |
| 56                    | Matteo Trentin (ITA)       | 17e                   |
| 57                    | Tim Wellens (BEL)          | 42e                   |

| Jumbo-Visma TJV | Jumbo-Visma TJV          | Jumbo-Visma TJV |
| --------------- | ------------------------ | --------------- |
| Num             | Coureur                  | Pos             |
| 61              | Edoardo Affini (ITA)     | AB              |
| 62              | Tiesj Benoot (BEL)       | 26e             |
| 63              | Olav Kooij (NED)         | AB              |
| 64              | Timo Roosen (NED)        | 74e             |
| 65              | Tosh Van der Sande (BEL) | 94e             |
| 66              | Tim van Dijke (NED)      | 122e            |
| 67              | Christophe Laporte (FRA) | 1er             |

| Ineos Grenadiers IGD | Ineos Grenadiers IGD   | Ineos Grenadiers IGD |
| -------------------- | ---------------------- | -------------------- |
| Num                  | Coureur                | Pos                  |
| 71                   | Tom Pidcock (GBR)      | 11e                  |
| 72                   | Kim Heiduk (GER)       | 115e                 |
| 73                   | Jhonatan Narváez (ECU) | 32e                  |
| 74                   | Filippo Ganna (ITA)    | 91e                  |
| 75                   | Ben Turner (GBR)       | 80e                  |
| 76                   | Magnus Sheffield (USA) | 52e                  |
| 77                   | Connor Swift (GBR)     | 73e                  |

| Soudal Quick-Step SOQ | Soudal Quick-Step SOQ     | Soudal Quick-Step SOQ |
| --------------------- | ------------------------- | --------------------- |
| Num                   | Coureur                   | Pos                   |
| 81                    | Julian Alaphilippe (FRA)  | 29e                   |
| 82                    | Davide Ballerini (ITA)    | 7e                    |
| 83                    | Jannik Steimle (GER)      | 102e                  |
| 84                    | Bert Van Lerberghe (BEL)  | 85e                   |
| 85                    | Tim Merlier (BEL) (route) | AB                    |
| 86                    | Casper Pedersen (DEN)     | 63e                   |
| 87                    | Stan Van Tricht (BEL)     | 54e                   |

| Groupama-FDJ GFC | Groupama-FDJ GFC       | Groupama-FDJ GFC |
| ---------------- | ---------------------- | ---------------- |
| Num              | Coureur                | Pos              |
| 91               | Stefan Küng (SUI)      | 23e              |
| 92               | Lewis Askey (GBR)      | 50e              |
| 93               | Kevin Geniets (LUX)    | 142e             |
| 94               | Olivier Le Gac (FRA)   | 24e              |
| 95               | Fabian Lienhard (SUI)  | 76e              |
| 96               | Valentin Madouas (FRA) | 28e              |
| 97               | Jake Stewart (GBR)     | 88e              |

| Trek-Segafredo TFS | Trek-Segafredo TFS          | Trek-Segafredo TFS |
| ------------------ | --------------------------- | ------------------ |
| Num                | Coureur                     | Pos                |
| 101                | Mads Pedersen (DEN)         | 5e                 |
| 102                | Emīls Liepiņš (LAT) (route) | 114e               |
| 103                | Mathias Vacek (CZE)         | 59e                |
| 104                | Daan Hoole (NED)            | 118e               |
| 105                | Alex Kirsch (LUX)           | 45e                |
| 106                | Jasper Stuyven (BEL)        | 34e                |
| 107                | Edward Theuns (BEL)         | 33e                |

| EF Education-EasyPost EFE | EF Education-EasyPost EFE | EF Education-EasyPost EFE |
| ------------------------- | ------------------------- | ------------------------- |
| Num                       | Coureur                   | Pos                       |
| 111                       | Alberto Bettiol (ITA)     | NP                        |
| 112                       | Stefan Bissegger (SUI)    | AB                        |
| 113                       | Thomas Scully (NZL)       | 96e                       |
| 114                       | Mikkel Honoré (DEN)       | 22e                       |
| 115                       | Jonas Rutsch (GER)        | 51e                       |
| 116                       | Neilson Powless (USA)     | 3e                        |
| 117                       | Julius van den Berg (NED) | 77e                       |

| Team Jayco AlUla JAY | Team Jayco AlUla JAY   | Team Jayco AlUla JAY |
| -------------------- | ---------------------- | -------------------- |
| Num                  | Coureur                | Pos                  |
| 121                  | Michael Matthews (AUS) | 20e                  |
| 122                  | Blake Quick (AUS)      | AB                   |
| 123                  | Luka Mezgec (SLO)      | AB                   |
| 124                  | Kelland O'Brien (AUS)  | 36e                  |
| 125                  | Zdeněk Štybar (CZE)    | AB                   |
| 126                  | Luke Durbridge (AUS)   | 81e                  |
| 127                  | Elmar Reinders (NED)   | 121e                 |

| Movistar Team MOV | Movistar Team MOV       | Movistar Team MOV |
| ----------------- | ----------------------- | ----------------- |
| Num               | Coureur                 | Pos               |
| 131               | Fernando Gaviria (COL)  | 92e               |
| 132               | Vinicius Rangel (BRA)   | 129e              |
| 133               | Mathias Norsgaard (DEN) | 46e               |
| 134               | Juri Hollmann (GER)     | 86e               |
| 135               | Oier Lazkano (ESP)      | 2e                |
| 136               | Lluís Mas (ESP)         | AB                |
| 137               | Iván Romeo (ESP)        | 130e              |

| Team DSM DSM | Team DSM DSM          | Team DSM DSM |
| ------------ | --------------------- | ------------ |
| Num          | Coureur               | Pos          |
| 141          | John Degenkolb (GER)  | 15e          |
| 142          | Pavel Bittner (CZE)   | AB           |
| 143          | Nils Eekhoff (NED)    | AB           |
| 144          | Leon Heinschke (GER)  | 39e          |
| 145          | Sam Welsford (AUS)    | 113e         |
| 146          | Sean Flynn (GBR)      | 57e          |
| 147          | Kevin Vermaerke (USA) | NP           |

| Cofidis COF | Cofidis COF            | Cofidis COF |
| ----------- | ---------------------- | ----------- |
| Num         | Coureur                | Pos         |
| 151         | Piet Allegaert (BEL)   | 126e        |
| 152         | Simone Consonni (ITA)  | AB          |
| 153         | Wesley Kreder (NED)    | 128e        |
| 154         | Christophe Noppe (BEL) | AB          |
| 155         | Axel Zingle (FRA)      | 12e         |
| 156         | Alexis Renard (FRA)    | 103e        |
| 157         | Max Walscheid (GER)    | 98e         |

| Arkéa-Samsic ARK | Arkéa-Samsic ARK      | Arkéa-Samsic ARK |
| ---------------- | --------------------- | ---------------- |
| Num              | Coureur               | Pos              |
| 161              | Jenthe Biermans (BEL) | 104e             |
| 162              | David Dekker (NED)    | 123e             |
| 163              | Kévin Ledanois (FRA)  |                  |
| 164              | Matîs Louvel (FRA)    | 25e              |
| 165              | Daniel McLay (GBR)    | 95e              |
| 166              | Luca Mozzato (ITA)    | 140e             |
| 167              | Andrii Ponomar (UKR)  | NP               |

| Intermarché-Circus-Wanty ICW | Intermarché-Circus-Wanty ICW | Intermarché-Circus-Wanty ICW |
| ---------------------------- | ---------------------------- | ---------------------------- |
| Num                          | Coureur                      | Pos                          |
| 171                          | Aimé De Gendt (BEL)          | 97e                          |
| 172                          | Gerben Thijssen (BEL)        | 125e                         |
| 173                          | Hugo Page (FRA)              | 137e                         |
| 174                          | Baptiste Planckaert (BEL)    | 93e                          |
| 175                          | Taco van der Hoorn (NED)     | 65e                          |
| 176                          | Sven Erik Bystrøm (NOR)      | 62e                          |
| 177                          | Adrien Petit (FRA)           | AB                           |

| Lotto Dstny LTD | Lotto Dstny LTD                | Lotto Dstny LTD |
| --------------- | ------------------------------ | --------------- |
| Num             | Coureur                        | Pos             |
| 181             | Arnaud De Lie (BEL)            | 6e              |
| 182             | Cédric Beullens (BEL)          | 112e            |
| 183             | Pascal Eenkhoorn (NED) (route) | 35e             |
| 184             | Jasper De Buyst (BEL)          | 41e             |
| 185             | Caleb Ewan (AUS)               | 83e             |
| 186             | Frederik Frison (BEL)          | 40e             |
| 187             | Sébastien Grignard (BEL)       | 78e             |

| Israel-Premier Tech IPT | Israel-Premier Tech IPT | Israel-Premier Tech IPT |
| ----------------------- | ----------------------- | ----------------------- |
| Num                     | Coureur                 | Pos                     |
| 191                     | Sep Vanmarcke (BEL)     | AB                      |
| 192                     | Hugo Houle (CAN)        | 87e                     |
| 193                     | Krists Neilands (LAT)   | 21e                     |
| 194                     | Guillaume Boivin (CAN)  | 9e                      |
| 195                     | Jens Reynders (BEL)     | AB                      |
| 196                     | Tom Van Asbroeck (BEL)  | 49e                     |
| 197                     | Omer Goldstein (ISR)    | 68e                     |

| Uno-X Pro Cycling Team UXT | Uno-X Pro Cycling Team UXT   | Uno-X Pro Cycling Team UXT |
| -------------------------- | ---------------------------- | -------------------------- |
| Num                        | Coureur                      | Pos                        |
| 201                        | Alexander Kristoff (NOR)     | 27e                        |
| 202                        | Louis Bendixen (DEN)         | 82e                        |
| 203                        | Kristoffer Halvorsen (NOR)   | AB                         |
| 204                        | William Blume Levy (DEN)     | 110e                       |
| 205                        | Martin Bugge Urianstad (NOR) | 56e                        |
| 206                        | Rasmus Tiller (NOR) (route)  | 43e                        |
| 207                        | Søren Wærenskjold (NOR)      | 14e                        |

| TotalEnergies TEN | TotalEnergies TEN          | TotalEnergies TEN |
| ----------------- | -------------------------- | ----------------- |
| Num               | Coureur                    | Pos               |
| 211               | Edvald Boasson Hagen (NOR) | 67e               |
| 212               | Dries Van Gestel (BEL)     | 16e               |
| 213               | Thomas Bonnet (FRA)        | 134e              |
| 214               | Sandy Dujardin (FRA)       | 61e               |
| 215               | Émilien Jeannière (FRA)    | 135e              |
| 216               | Geoffrey Soupe (FRA)       | NP                |
| 217               | Anthony Turgis (FRA)       | 138e              |

| Bingoal WB BWB | Bingoal WB BWB                 | Bingoal WB BWB |
| -------------- | ------------------------------ | -------------- |
| Num            | Coureur                        | Pos            |
| 221            | Guillaume Van Keirsbulck (BEL) | 109e           |
| 222            | Cériel Desal (BEL)             | 105e           |
| 223            | Louis Blouwe (BEL)             | 101e           |
| 224            | Julian Mertens (BEL)           | 66e            |
| 225            | Ludovic Robeet (BEL)           | 131e           |
| 226            | Luca Van Boven (BEL)           | 69e            |
| 227            | Dorian De Maeght (BEL)         | AB             |

| Q36.5 Pro Cycling Team Q36 | Q36.5 Pro Cycling Team Q36 | Q36.5 Pro Cycling Team Q36 |
| -------------------------- | -------------------------- | -------------------------- |
| Num                        | Coureur                    | Pos                        |
| 231                        | Jack Bauer (NZL)           | 108e                       |
| 232                        | Filippo Colombo (SUI)      | 60e                        |
| 233                        | Kamil Małecki (POL)        | 111e                       |
| 234                        | Alessandro Fedeli (ITA)    | 47e                        |
| 235                        | Matteo Moschetti (ITA)     | 139e                       |
| 236                        | Nicolò Parisini (ITA)      | 141e                       |
| 237                        | Nickolas Zukowsky (CAN)    | 48e                        |

| Team Flanders-Baloise TFB | Team Flanders-Baloise TFB | Team Flanders-Baloise TFB |
| ------------------------- | ------------------------- | ------------------------- |
| Num                       | Coureur                   | Pos                       |
| 241                       | Alex Colman (BEL)         | 71e                       |
| 242                       | Lindsay De Vylder (BEL)   | 53e                       |
| 243                       | Tuur Dens (BEL)           | 127e                      |
| 244                       | Gilles De Wilde (BEL)     | 106e                      |
| 245                       | Noah Vandenbranden (BEL)  | 132e                      |
| 246                       | Vincent Van Hemelen (BEL) | AB                        |
| 247                       | Ward Vanhoof (BEL)        | 38e                       |

| Alpecin-Deceuninck ADC | Alpecin-Deceuninck ADC      | Alpecin-Deceuninck ADC |
| ---------------------- | --------------------------- | ---------------------- |
| Num                    | Coureur                     | Pos                    |
| 1                      | Jasper Philipsen (BEL)      | 4e                     |
| 2                      | Quinten Hermans (BEL)       | 30e                    |
| 3                      | Dries De Bondt (BEL)        | 58e                    |
| 4                      | Edward Planckaert (BEL)     | 31e                    |
| 5                      | Robbe Ghys (BEL)            | 120e                   |
| 6                      | Ramon Sinkeldam (NED)       | 64e                    |
| 7                      | Fabio Van den Bossche (BEL) | 133e                   |

| AG2R Citroën Team ACT | AG2R Citroën Team ACT     | AG2R Citroën Team ACT |
| --------------------- | ------------------------- | --------------------- |
| Num                   | Coureur                   | Pos                   |
| 11                    | Greg Van Avermaet (BEL)   | 89e                   |
| 12                    | Pierre Gautherat (FRA)    | AB                    |
| 13                    | Lawrence Naesen (BEL)     | AB                    |
| 14                    | Oliver Naesen (BEL)       | 84e                   |
| 15                    | Damien Touzé (FRA)        | 90e                   |
| 16                    | Valentin Retailleau (FRA) | 136e                  |
| 17                    | Stan Dewulf (BEL)         | 13e                   |

| Astana Qazaqstan Team AST | Astana Qazaqstan Team AST     | Astana Qazaqstan Team AST |
| ------------------------- | ----------------------------- | ------------------------- |
| Num                       | Coureur                       | Pos                       |
| 21                        | Igor Chzhan (KAZ)             | AB                        |
| 22                        | Yevgeniy Gidich (KAZ) (route) | AB                        |
| 23                        | Yevgeniy Fedorov (KAZ)        | 100e                      |
| 24                        | Dmitriy Gruzdev (KAZ)         | 119e                      |
| 25                        | Nurbergen Nurlykhassym (KAZ)  | AB                        |
| 26                        | Martin Laas (EST)             | AB                        |
| 27                        | Gleb Syritsa                  | 99e                       |

| Bora-Hansgrohe BOH | Bora-Hansgrohe BOH        | Bora-Hansgrohe BOH |
| ------------------ | ------------------------- | ------------------ |
| Num                | Coureur                   | Pos                |
| 31                 | Nils Politt (GER) (route) | 10e                |
| 32                 | Shane Archbold (NZL)      | AB                 |
| 33                 | Patrick Gamper (AUT)      | 117e               |
| 34                 | Marco Haller (AUT)        | 44e                |
| 35                 | Jonas Koch (GER)          | 75e                |
| 36                 | Danny van Poppel (NED)    | 18e                |
| 37                 | Jordi Meeus (BEL)         | 37e                |

| Bahrain Victorious TBV | Bahrain Victorious TBV | Bahrain Victorious TBV |
| ---------------------- | ---------------------- | ---------------------- |
| Num                    | Coureur                | Pos                    |
| 41                     | Andrea Pasqualon (ITA) | 8e                     |
| 42                     | Matevž Govekar (SLO)   | AB                     |
| 43                     | Filip Maciejuk (POL)   | 70e                    |
| 44                     | Kamil Gradek (POL)     | AB                     |
| 45                     | Dušan Rajović (SRB)    | 55e                    |
| 46                     | Cameron Scott (AUS)    | 116e                   |
| 47                     | Fred Wright (GBR)      | 19e                    |

| UAE Team Emirates UAD | UAE Team Emirates UAD      | UAE Team Emirates UAD |
| --------------------- | -------------------------- | --------------------- |
| Num                   | Coureur                    | Pos                   |
| 51                    | Pascal Ackermann (GER)     | AB                    |
| 52                    | Sjoerd Bax (NED)           | 72e                   |
| 53                    | Mikkel Bjerg (DEN)         | 37e                   |
| 54                    | Ryan Gibbons (RSA)         | 107e                  |
| 55                    | Vegard Stake Laengen (NOR) | 79e                   |
| 56                    | Matteo Trentin (ITA)       | 17e                   |
| 57                    | Tim Wellens (BEL)          | 42e                   |

| Jumbo-Visma TJV | Jumbo-Visma TJV          | Jumbo-Visma TJV |
| --------------- | ------------------------ | --------------- |
| Num             | Coureur                  | Pos             |
| 61              | Edoardo Affini (ITA)     | AB              |
| 62              | Tiesj Benoot (BEL)       | 26e             |
| 63              | Olav Kooij (NED)         | AB              |
| 64              | Timo Roosen (NED)        | 74e             |
| 65              | Tosh Van der Sande (BEL) | 94e             |
| 66              | Tim van Dijke (NED)      | 122e            |
| 67              | Christophe Laporte (FRA) | 1er             |

| Ineos Grenadiers IGD | Ineos Grenadiers IGD   | Ineos Grenadiers IGD |
| -------------------- | ---------------------- | -------------------- |
| Num                  | Coureur                | Pos                  |
| 71                   | Tom Pidcock (GBR)      | 11e                  |
| 72                   | Kim Heiduk (GER)       | 115e                 |
| 73                   | Jhonatan Narváez (ECU) | 32e                  |
| 74                   | Filippo Ganna (ITA)    | 91e                  |
| 75                   | Ben Turner (GBR)       | 80e                  |
| 76                   | Magnus Sheffield (USA) | 52e                  |
| 77                   | Connor Swift (GBR)     | 73e                  |

| Soudal Quick-Step SOQ | Soudal Quick-Step SOQ     | Soudal Quick-Step SOQ |
| --------------------- | ------------------------- | --------------------- |
| Num                   | Coureur                   | Pos                   |
| 81                    | Julian Alaphilippe (FRA)  | 29e                   |
| 82                    | Davide Ballerini (ITA)    | 7e                    |
| 83                    | Jannik Steimle (GER)      | 102e                  |
| 84                    | Bert Van Lerberghe (BEL)  | 85e                   |
| 85                    | Tim Merlier (BEL) (route) | AB                    |
| 86                    | Casper Pedersen (DEN)     | 63e                   |
| 87                    | Stan Van Tricht (BEL)     | 54e                   |

| Groupama-FDJ GFC | Groupama-FDJ GFC       | Groupama-FDJ GFC |
| ---------------- | ---------------------- | ---------------- |
| Num              | Coureur                | Pos              |
| 91               | Stefan Küng (SUI)      | 23e              |
| 92               | Lewis Askey (GBR)      | 50e              |
| 93               | Kevin Geniets (LUX)    | 142e             |
| 94               | Olivier Le Gac (FRA)   | 24e              |
| 95               | Fabian Lienhard (SUI)  | 76e              |
| 96               | Valentin Madouas (FRA) | 28e              |
| 97               | Jake Stewart (GBR)     | 88e              |

| Trek-Segafredo TFS | Trek-Segafredo TFS          | Trek-Segafredo TFS |
| ------------------ | --------------------------- | ------------------ |
| Num                | Coureur                     | Pos                |
| 101                | Mads Pedersen (DEN)         | 5e                 |
| 102                | Emīls Liepiņš (LAT) (route) | 114e               |
| 103                | Mathias Vacek (CZE)         | 59e                |
| 104                | Daan Hoole (NED)            | 118e               |
| 105                | Alex Kirsch (LUX)           | 45e                |
| 106                | Jasper Stuyven (BEL)        | 34e                |
| 107                | Edward Theuns (BEL)         | 33e                |

| EF Education-EasyPost EFE | EF Education-EasyPost EFE | EF Education-EasyPost EFE |
| ------------------------- | ------------------------- | ------------------------- |
| Num                       | Coureur                   | Pos                       |
| 111                       | Alberto Bettiol (ITA)     | NP                        |
| 112                       | Stefan Bissegger (SUI)    | AB                        |
| 113                       | Thomas Scully (NZL)       | 96e                       |
| 114                       | Mikkel Honoré (DEN)       | 22e                       |
| 115                       | Jonas Rutsch (GER)        | 51e                       |
| 116                       | Neilson Powless (USA)     | 3e                        |
| 117                       | Julius van den Berg (NED) | 77e                       |

| Team Jayco AlUla JAY | Team Jayco AlUla JAY   | Team Jayco AlUla JAY |
| -------------------- | ---------------------- | -------------------- |
| Num                  | Coureur                | Pos                  |
| 121                  | Michael Matthews (AUS) | 20e                  |
| 122                  | Blake Quick (AUS)      | AB                   |
| 123                  | Luka Mezgec (SLO)      | AB                   |
| 124                  | Kelland O'Brien (AUS)  | 36e                  |
| 125                  | Zdeněk Štybar (CZE)    | AB                   |
| 126                  | Luke Durbridge (AUS)   | 81e                  |
| 127                  | Elmar Reinders (NED)   | 121e                 |

| Movistar Team MOV | Movistar Team MOV       | Movistar Team MOV |
| ----------------- | ----------------------- | ----------------- |
| Num               | Coureur                 | Pos               |
| 131               | Fernando Gaviria (COL)  | 92e               |
| 132               | Vinicius Rangel (BRA)   | 129e              |
| 133               | Mathias Norsgaard (DEN) | 46e               |
| 134               | Juri Hollmann (GER)     | 86e               |
| 135               | Oier Lazkano (ESP)      | 2e                |
| 136               | Lluís Mas (ESP)         | AB                |
| 137               | Iván Romeo (ESP)        | 130e              |

| Team DSM DSM | Team DSM DSM          | Team DSM DSM |
| ------------ | --------------------- | ------------ |
| Num          | Coureur               | Pos          |
| 141          | John Degenkolb (GER)  | 15e          |
| 142          | Pavel Bittner (CZE)   | AB           |
| 143          | Nils Eekhoff (NED)    | AB           |
| 144          | Leon Heinschke (GER)  | 39e          |
| 145          | Sam Welsford (AUS)    | 113e         |
| 146          | Sean Flynn (GBR)      | 57e          |
| 147          | Kevin Vermaerke (USA) | NP           |

| Cofidis COF | Cofidis COF            | Cofidis COF |
| ----------- | ---------------------- | ----------- |
| Num         | Coureur                | Pos         |
| 151         | Piet Allegaert (BEL)   | 126e        |
| 152         | Simone Consonni (ITA)  | AB          |
| 153         | Wesley Kreder (NED)    | 128e        |
| 154         | Christophe Noppe (BEL) | AB          |
| 155         | Axel Zingle (FRA)      | 12e         |
| 156         | Alexis Renard (FRA)    | 103e        |
| 157         | Max Walscheid (GER)    | 98e         |

| Arkéa-Samsic ARK | Arkéa-Samsic ARK      | Arkéa-Samsic ARK |
| ---------------- | --------------------- | ---------------- |
| Num              | Coureur               | Pos              |
| 161              | Jenthe Biermans (BEL) | 104e             |
| 162              | David Dekker (NED)    | 123e             |
| 163              | Kévin Ledanois (FRA)  |                  |
| 164              | Matîs Louvel (FRA)    | 25e              |
| 165              | Daniel McLay (GBR)    | 95e              |
| 166              | Luca Mozzato (ITA)    | 140e             |
| 167              | Andrii Ponomar (UKR)  | NP               |

| Intermarché-Circus-Wanty ICW | Intermarché-Circus-Wanty ICW | Intermarché-Circus-Wanty ICW |
| ---------------------------- | ---------------------------- | ---------------------------- |
| Num                          | Coureur                      | Pos                          |
| 171                          | Aimé De Gendt (BEL)          | 97e                          |
| 172                          | Gerben Thijssen (BEL)        | 125e                         |
| 173                          | Hugo Page (FRA)              | 137e                         |
| 174                          | Baptiste Planckaert (BEL)    | 93e                          |
| 175                          | Taco van der Hoorn (NED)     | 65e                          |
| 176                          | Sven Erik Bystrøm (NOR)      | 62e                          |
| 177                          | Adrien Petit (FRA)           | AB                           |

| Lotto Dstny LTD | Lotto Dstny LTD                | Lotto Dstny LTD |
| --------------- | ------------------------------ | --------------- |
| Num             | Coureur                        | Pos             |
| 181             | Arnaud De Lie (BEL)            | 6e              |
| 182             | Cédric Beullens (BEL)          | 112e            |
| 183             | Pascal Eenkhoorn (NED) (route) | 35e             |
| 184             | Jasper De Buyst (BEL)          | 41e             |
| 185             | Caleb Ewan (AUS)               | 83e             |
| 186             | Frederik Frison (BEL)          | 40e             |
| 187             | Sébastien Grignard (BEL)       | 78e             |

| Israel-Premier Tech IPT | Israel-Premier Tech IPT | Israel-Premier Tech IPT |
| ----------------------- | ----------------------- | ----------------------- |
| Num                     | Coureur                 | Pos                     |
| 191                     | Sep Vanmarcke (BEL)     | AB                      |
| 192                     | Hugo Houle (CAN)        | 87e                     |
| 193                     | Krists Neilands (LAT)   | 21e                     |
| 194                     | Guillaume Boivin (CAN)  | 9e                      |
| 195                     | Jens Reynders (BEL)     | AB                      |
| 196                     | Tom Van Asbroeck (BEL)  | 49e                     |
| 197                     | Omer Goldstein (ISR)    | 68e                     |

| Uno-X Pro Cycling Team UXT | Uno-X Pro Cycling Team UXT   | Uno-X Pro Cycling Team UXT |
| -------------------------- | ---------------------------- | -------------------------- |
| Num                        | Coureur                      | Pos                        |
| 201                        | Alexander Kristoff (NOR)     | 27e                        |
| 202                        | Louis Bendixen (DEN)         | 82e                        |
| 203                        | Kristoffer Halvorsen (NOR)   | AB                         |
| 204                        | William Blume Levy (DEN)     | 110e                       |
| 205                        | Martin Bugge Urianstad (NOR) | 56e                        |
| 206                        | Rasmus Tiller (NOR) (route)  | 43e                        |
| 207                        | Søren Wærenskjold (NOR)      | 14e                        |

| TotalEnergies TEN | TotalEnergies TEN          | TotalEnergies TEN |
| ----------------- | -------------------------- | ----------------- |
| Num               | Coureur                    | Pos               |
| 211               | Edvald Boasson Hagen (NOR) | 67e               |
| 212               | Dries Van Gestel (BEL)     | 16e               |
| 213               | Thomas Bonnet (FRA)        | 134e              |
| 214               | Sandy Dujardin (FRA)       | 61e               |
| 215               | Émilien Jeannière (FRA)    | 135e              |
| 216               | Geoffrey Soupe (FRA)       | NP                |
| 217               | Anthony Turgis (FRA)       | 138e              |

| Bingoal WB BWB | Bingoal WB BWB                 | Bingoal WB BWB |
| -------------- | ------------------------------ | -------------- |
| Num            | Coureur                        | Pos            |
| 221            | Guillaume Van Keirsbulck (BEL) | 109e           |
| 222            | Cériel Desal (BEL)             | 105e           |
| 223            | Louis Blouwe (BEL)             | 101e           |
| 224            | Julian Mertens (BEL)           | 66e            |
| 225            | Ludovic Robeet (BEL)           | 131e           |
| 226            | Luca Van Boven (BEL)           | 69e            |
| 227            | Dorian De Maeght (BEL)         | AB             |

| Q36.5 Pro Cycling Team Q36 | Q36.5 Pro Cycling Team Q36 | Q36.5 Pro Cycling Team Q36 |
| -------------------------- | -------------------------- | -------------------------- |
| Num                        | Coureur                    | Pos                        |
| 231                        | Jack Bauer (NZL)           | 108e                       |
| 232                        | Filippo Colombo (SUI)      | 60e                        |
| 233                        | Kamil Małecki (POL)        | 111e                       |
| 234                        | Alessandro Fedeli (ITA)    | 47e                        |
| 235                        | Matteo Moschetti (ITA)     | 139e                       |
| 236                        | Nicolò Parisini (ITA)      | 141e                       |
| 237                        | Nickolas Zukowsky (CAN)    | 48e                        |

| Team Flanders-Baloise TFB | Team Flanders-Baloise TFB | Team Flanders-Baloise TFB |
| ------------------------- | ------------------------- | ------------------------- |
| Num                       | Coureur                   | Pos                       |
| 241                       | Alex Colman (BEL)         | 71e                       |
| 242                       | Lindsay De Vylder (BEL)   | 53e                       |
| 243                       | Tuur Dens (BEL)           | 127e                      |
| 244                       | Gilles De Wilde (BEL)     | 106e                      |
| 245                       | Noah Vandenbranden (BEL)  | 132e                      |
| 246                       | Vincent Van Hemelen (BEL) | AB                        |
| 247                       | Ward Vanhoof (BEL)        | 38e                       |